# Ptereleotris heteroptera
Ptereleotris heteroptera är en fiskart som först beskrevs av Bleeker, 1855.  Ptereleotris heteroptera ingår i släktet Ptereleotris och familjen Ptereleotridae. Inga underarter finns listade i Catalogue of Life.